# Lustración (política)

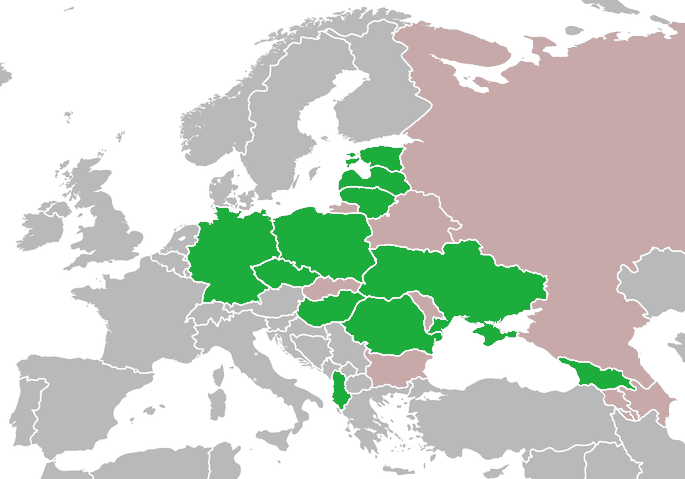
Mapa de Europa donde se muestran en verde los países que practicaron alguna forma de lustración, en rosa los que no y en gris los que no formaron parte del Pacto de Varsovia.

En la política de Europa Central y Oriental, la lustración es una política que implica la destitución sistemática y la exclusión política, a menudo sin juicio, de los funcionarios de todos los niveles del sistema político asociados a los antiguos regímenes y sus partidos políticos, por ejemplo, los funcionarios asociados a los partidos comunistas en Europa Central y Oriental tras el colapso de la Unión Soviética. Inicialmente aplicada tras la caída del comunismo para cesar de sus cargos a las personas que colaboraron con el Partido Comunista, también se ha aplicado tras un cambio de gobierno contra aquellos funcionarios públicos que trabajaron para el gobierno anterior. A menudo tomada por la clase política dominante.

## Etimología
El término «lustración», proveniente del latín lustratio, se refiere al proceso de lustrar o purificar. En la Antigua Roma, la lustratio era un ritual de purificación que tenía por objetivo asegurar la bendición y la protección divina.

## Políticas y leyes
En la literatura de la justicia transicional, se emplea el concepto para referirse a políticas de inhabilitación en masa de aquellas personas asociadas con los abusos contra los derechos humanos cometidos bajo el régimen anterior. Con esta acepción, el término adquirió notoriedad en los años 1990 en los países de Europa del Este tras las Revoluciones de 1989, aunque la misma práctica se ha producido también en otros contextos tales como la desnazificación de Europa tras la Segunda Guerra Mundial o la desbaazificación de Irak tras la invasión estadounidense de 2003.
En el contexto de Europa Central y Oriental, se ha definido la ley de lustración como «una ley especial de empleo público que regula el proceso de examinar si una persona que ocupa determinados altos cargos públicos trabajó o colaboró con el aparato represivo del régimen comunista». El carácter «especial» de la legislación sobre lustración se refiere a su carácter transicional. Esta inhabilitación formó parte de un paquete más amplio de medidas de descomunización.
Para 1996, se habían implementado leyes de lustración de diversos ámbitos en la República Checa, Eslovaquia, Hungría, Macedonia, Albania, Bulgaria, Lituania, Letonia, Estonia, Alemania, Polonia y Rumania.

## Aplicación por país

### Checoslovaquia y la República Checa
Al contrario que muchos países de su entorno, la República Federal Checa y Eslovaca abordó la lustración de forma no judicial para asegurar la implementación de las medidas.[cita requerida]
Según una ley aprobada el 4 de octubre de 1991, todos los empleados de la StB (la policía secreta de la era comunista) fueron vetados de ocupar cargos públicos, incluidos los niveles superiores de la administración pública, el poder judicial, la fiscalía, el Servicio de Información de Seguridad (BIS), el ejército, la gestión de empresas estatales, el banco central, los ferrocarriles, los altos cargos académicos y los medios de comunicación electrónicos públicos. Esta ley permaneció en vigor en la República Checa tras la disolución de Checoslovaquia, y expiró en 2000.[cita requerida]
Las leyes de lustración en Checoslovaquia y la República Checa no tenían el objetivo de hacer justicia, sino de impedir que se volvieran a repetir acontecimientos tales como el Golpe de Praga de 1948.

### Polonia
El primer proyecto de ley de lustración fue aprobado por el Sejm (Parlamento polaco) en 1992, pero fue declarado inconstitucional por el Tribunal Constitucional de Polonia. Después, se presentaron varios proyectos, que fueron revisados por una comisión dedicada, lo que dio lugar a la aprobación de una nueva ley de lustración en 1996. Entre 1997 y 2007, la lustración fue competencia del Portavoz del Interés Público (en polaco: Rzecznik Interesu Publicznego), quien analizaba las declaraciones de lustración e iniciaba los procedimientos. De acuerdo con una nueva ley aprobada el 15 de marzo de 2007, la lustración en Polonia es administrada por el Instituto de Memoria Nacional (Instytut Pamięci Narodowej, IPN).

### Ucrania
En Ucrania, la lustración es la destitución e inhabilitación para la función pública durante cinco a diez años de aquellos funcionarios que habían trabajado para el gobierno del presidente ucraniano Víktor Yanukóvich.